# Lolita Jolie
Lolita Jolie, vlastním jménem Claudia Cislek (* 1990 nebo 1991), je německá zpěvačka s polskými kořeny, která zpívá téměř výhradně ve francouzštině.

## Život
Zájem Lolity Jolie o francouzský jazyk pocházel od jejího dědečka, který je Francouz. Nevyrostla dvojjazyčně, ale naučila se jazyk na základní škole (později na střední škole) a poté zahájila odpovídající studium.
Její první singl „Joli Garçon“ byl vydán s velkým úspěchem v polovině roku 2010, nejprve pod jménem Lolita na YouTube a na Future Trance Vol. 53, a 5. září 2010 jako singl ke stažení. Přes nebo kvůli některým chybám ve francouzském textu písně se video rozšířilo ve Francii a stalo se tak populárním, že její debutový singl dosáhl v únoru 2011 prvních 20 francouzských hitparád. Později změnila své pódiové jméno na Lolita Jolie kvůli možnosti záměny se zpěvačkou Lolitou. S novým vydáním svého debutového singlu v německy mluvících zemích v únoru / březnu 2012, také na CD, se mohla umístit do německých a rakouských hitparád. V německých tanečních žebříčcích za rok 2011 obsadila 28. místo.
30. ledna 2012 následoval singl La Première Fois, do kterého bylo poprvé natočeno první hudební video německého zpěváka ve 3D. 20. července 2012 vydala singl Non Non Non. Na grafy se nemohlo ani umístit. Má smlouvu s Planet Punk Music a EMI

## Diskografie
- 2010: Joli Garçon
- 2012: La Première Fois
- 2012: Non Non Non
- 2013: Moi Lolita, chci s tebou tančit
- 2014: Mon Chéri, feat. Bacefook
- 2015: Bonjour Madame